# Otto van Veen

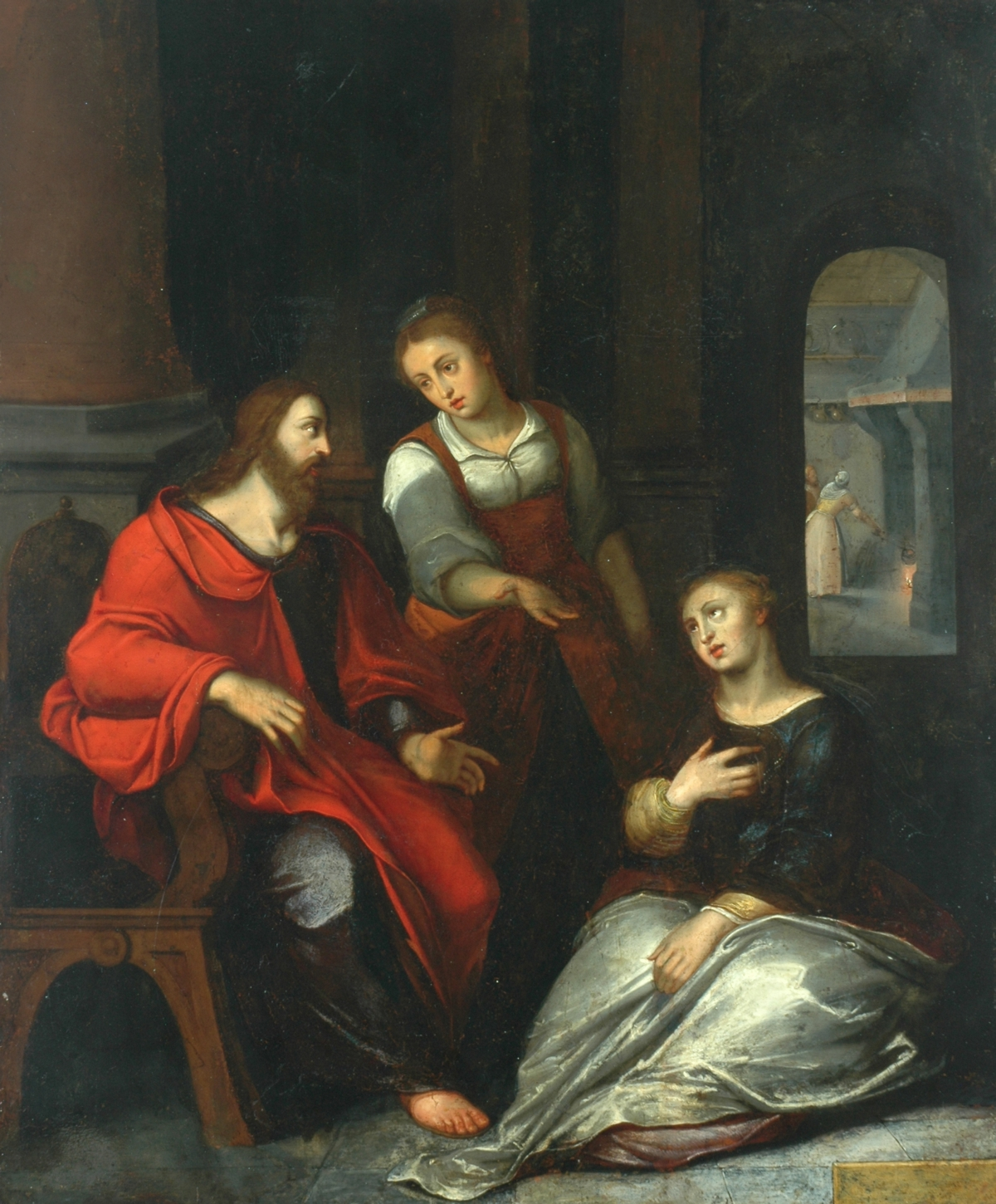
Św. Maria i Marta z Jezusem

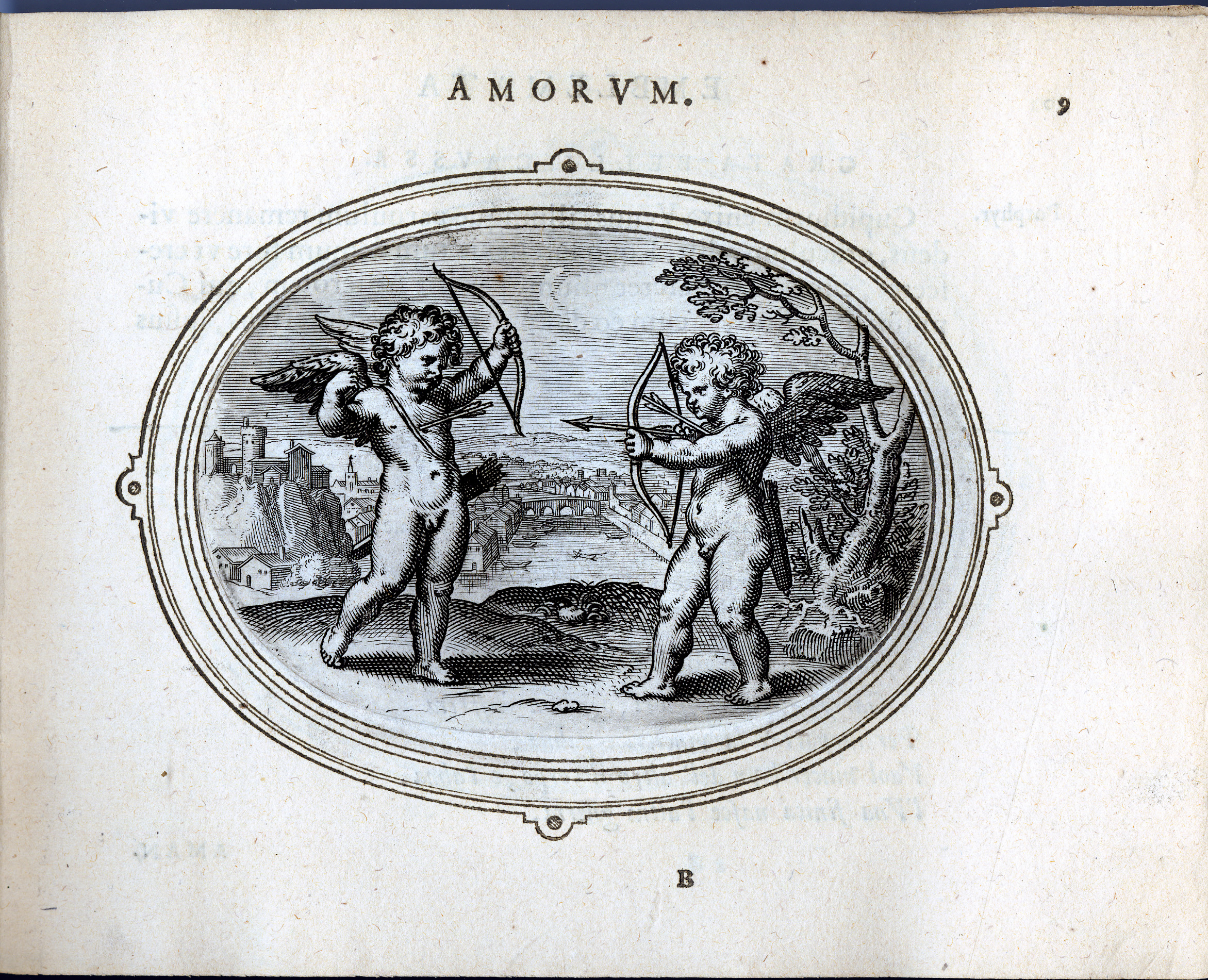
Karta z Amorum emblemata, 1608

Otto van Veen też Vaenius lub Venius (ur. ok. 1556 w Lejdzie, zm. 6 maja 1629 w Brukseli) – flamandzki malarz i rysownik pochodzenia holenderskiego; nauczyciel Rubensa.

## Życiorys
Pochodził z holenderskiej patrycjuszowskiej rodziny, wywodzącej się rzekomo od księcia Brabancji Jana III; ojciec artysty był burmistrzem Lejdy. Otto van Veen uczył się w szkole łacińskiej i jednocześnie pobierał nauki malarstwa w pracowni Isaaca Claesza van Swanenburgha. W 1572 został oddany na pazia na dwór księcia-biskupa Liège Gerarda de Groesbeecka, gdzie naukę malarstwa kontynuował u Domenicusa Lampsoniusa. Około 1575 wyjechał do Włoch, do Rzymu, gdzie przebywał do 1580. W kolejnych latach przebywał na dworze Rudolfa II w Pradze oraz u Wilhelma V Bawarskiego w Monachium, a następnie został malarzem nadwornym księcia bawarskiego Ernesta Wittelsbacha, elektora i arcybiskupa Kolonii.
W latach 1583–1584 van Veen przebywał w rodzinnej Lejdzie, a ok. 1587 objął stanowisko malarza nadwornego księcia Parmy i Piacenzy Aleksandra Farnese, namiestnika Niderlandów. W 1592 osiadł w Antwerpii, gdzie rok później wstąpił jako mistrz do gildii św. Łukasza; w 1602 został jej dziekanem. W Antwerpii prowadził duży warsztat, gdzie wykształcił wielu malarzy. Był jednym z nauczycieli Rubensa (w latach 1596–1600) i prawdopodobnie miał największy wpływ na jego wczesny rozwój. Wśród uczniów van Veena byli także Frans Pourbus (młodszy), Jan Rol, Jacques Bousius i Adriaen Put.
W pierwszych latach XVII wieku van Veen zaangażował się w pisanie i ilustrowanie książek emblematycznych. W 1604 roku został zatrudniony przez arcyksięcia austriackiego Albrechta i jego żonę arcyksiężną Izabelę jako inżynier w cytadeli antwerpskiej, a w 1612 jako inspektor mennicy w Brukseli. W 1615 przeniósł się do Brukseli. Tworzył coraz mniej dzieł malarskich, dożywotnio korzystał z zapomogi przyznanej mu przez arcyksiążęcą parę.

## Twórczość
Klasycyzujący van Veen chętnie nawiązywał do malarstwa renesansowego, zwłaszcza Rafaela, Correggia i Parmigianina pod względem stylu i kolorystyki, co wyraźnie jest widoczne np. w portretach księcia Farnese, obrazie ołtarzowym kościoła kapucynów w Brukseli Mistyczne zaślubiny św. Katarzyny (1589) oraz w ołtarzach katedry w Brukseli i kościoła dominikanów w Lowanium.
Malował obrazy olejne o tematyce religijnej, portrety, sceny rodzajowe, pejzaże. Ilustrował też książki, zwłaszcza emblematyczne, który wywarły wielki wpływ na barokowy język wizualny zarówno we Flandrii, jak i w Holandii.

## Główne dzieła
(wg źródła)

### Prace malarskie
- Mistyczne zaślubiny św. Katarzyny (1589), obraz ołtarzowy kościoła kapucynów w Brukseli
- Męczeństwo św. Andrzeja (1594–1599), ołtarz główny kościoła św. Andrzeja w Antwerpii
- Zwycięstwa arcyksięcia Alberta (1597), projekt do tapiserii
- Wniebowzięcie Najświętszej Marii Panny (1602), kaplica ratusza w Antwerpii
- Św. Jerzy i smok (1615), tryptyk dla gildii kuszników w Brukseli

### Książki emblematyczne
- Quinti Horatii Flacci emblemata (Antwerpia, 1607)
- Amorum emblemata (Antwerpia, 1608)
- Amoris divini emblemata (Antwerpia, 1615)

## Galeria

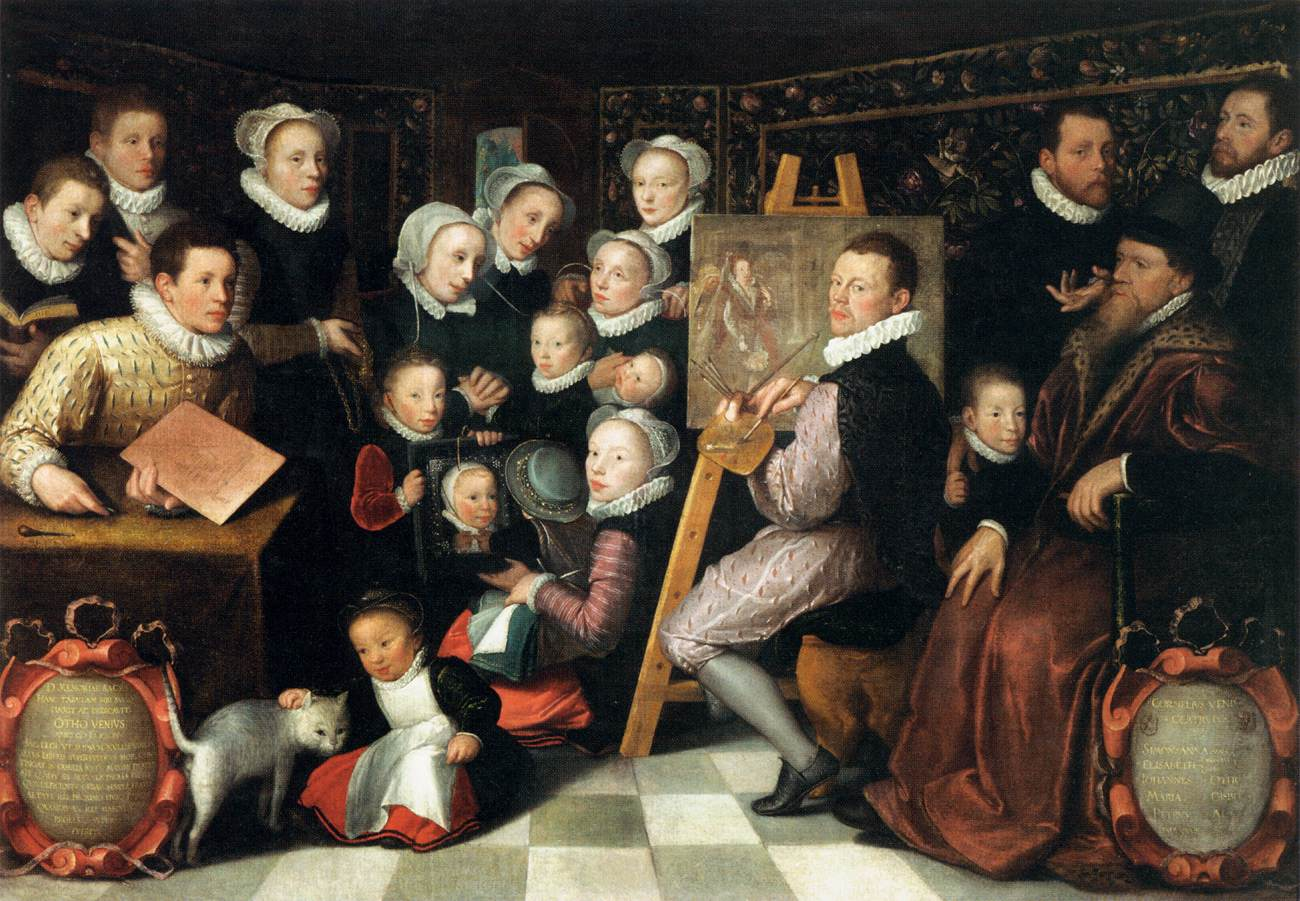
Cornelis van Veen z rodziną, 1584, Luwr, Paryż
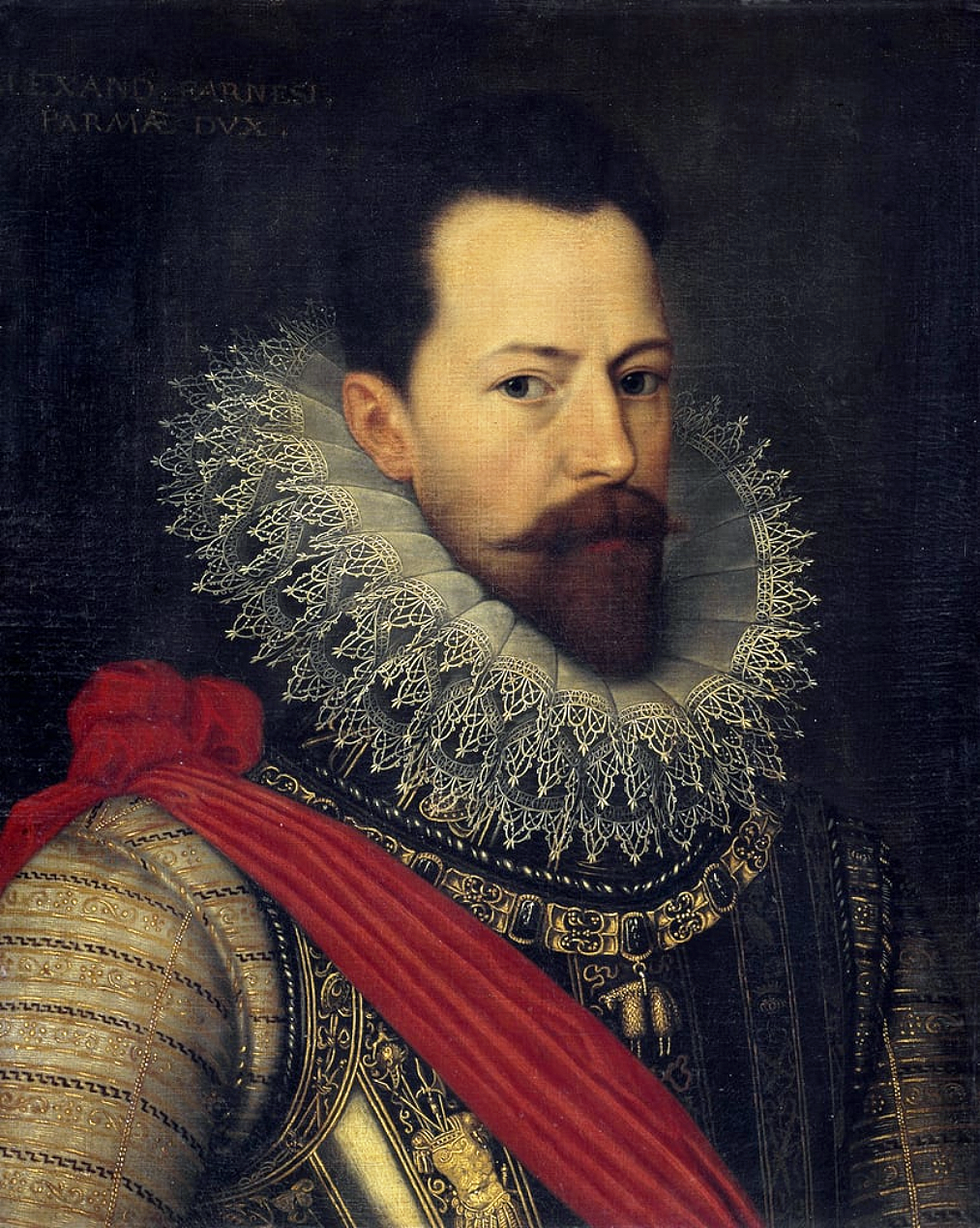
Portret Aleksandra Farnese, ok. 1585, Królewskie Muzea Sztuk Pięknych w Brukseli
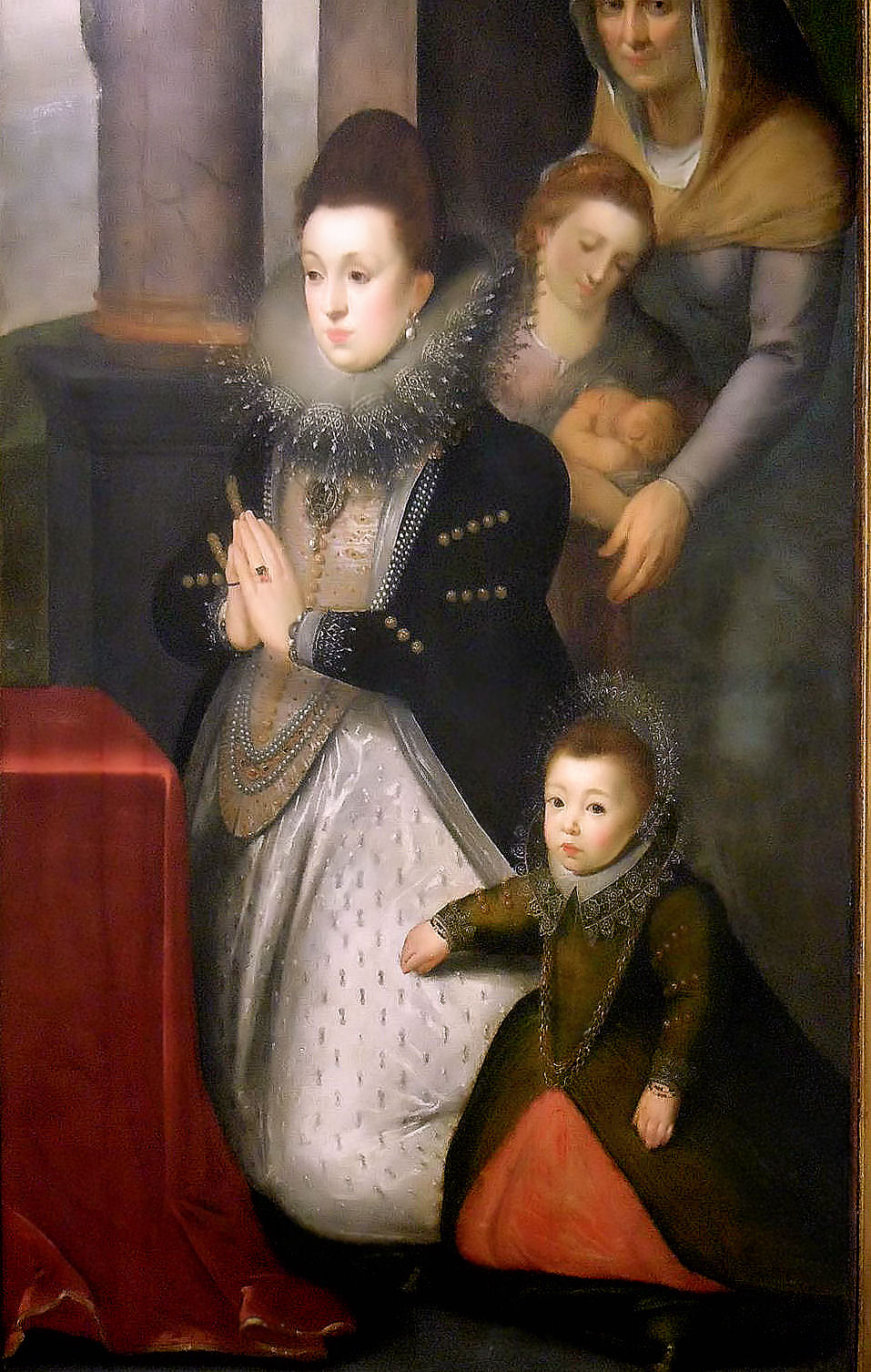
Anna Ximenes d’Aragon i doña Gracia Rodriguez de Evora, 1601, Maagdenhuis Museum, Antwerpia
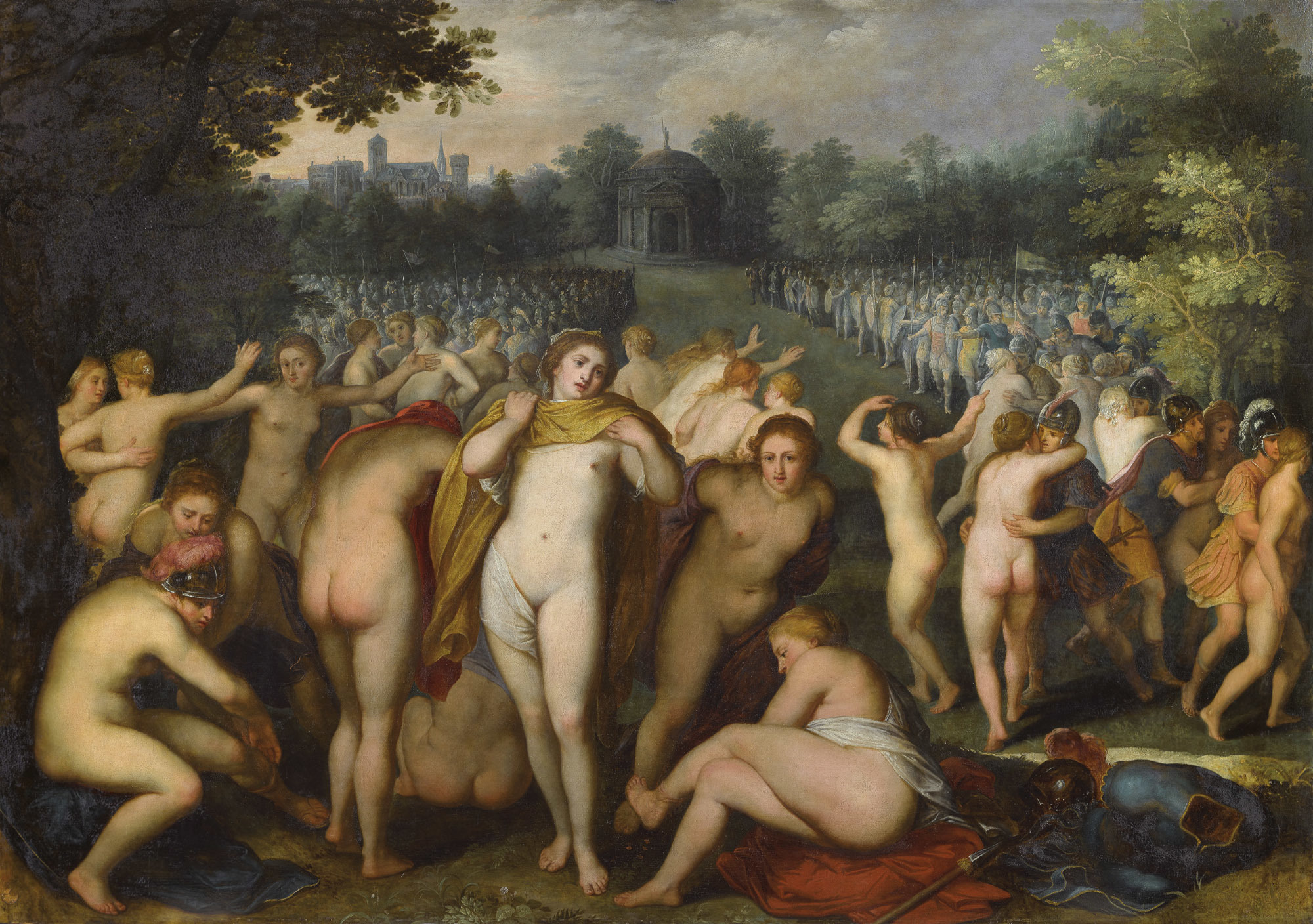
Amazonki i Scytowie, 1629, Muzeum Historii Sztuki w Wiedniu